# Saison 3 de La Quatrième Dimension
Chronologie
Saison 2 Saison 4
Cet article présente le guide des épisodes de la troisième saison de la série télévisée La Quatrième Dimension.

## Épisodes

### Épisode 1:Deux
- Titre original : Two
- Numéro : 66 (3-01)
- Durée : 25 minutes
- Scénariste : Montgomery Pittman
- Réalisateur : Montgomery Pittman
- Diffusion : 
  -  États-Unis : 15 septembre 1961 sur CBS
- Distribution : 
  - Charles Bronson (l'homme)
  - Elizabeth Montgomery (la femme), avant son rôle dans la série Ma sorcière bien-aimée
- Résumé : Dans une ville américaine totalement vide et dévastée à la suite d'une guerre nucléaire, un Américain et une Russe se retrouvent être les deux seuls survivants. À l'occasion de leur pérégrination dans la petite ville, ils se rencontrent. Si l'homme est conciliant, la femme est très méfiante. À la fin de l'épisode, tous deux ont quitté leurs habits militaires pour revêtir des habits civils, et décident de cheminer ensemble.
- Autour de l’épisode :  L'épisode 9 de la saison 5 (Sonde 7 - Fort et clair) raconte aussi l'histoire de deux survivants d'une guerre nucléaire. Leur couple va permettre de faire renaître l'espèce humaine, tels Adam et Eve.

### Épisode 2:L'Arrivée
Pour les articles homonymes, voir L'Arrivée.
- Titre original : The Arrival
- Numéro : 67 (3-02)
- Durée : 25 minutes
- Scénariste : Rod Serling
- Réalisateur : Boris Sagal
- Diffusion : 
  -  États-Unis : 22 septembre 1961 sur CBS
- Distribution : Harold J. Stone (Grant Sheckly), Bing Russell (George Cousins), Noah Keen (Bengston), Fredd Wayne (Paul Malloy), Robert Karnes (Robbins), Jim Boles (opérateur tour de contrôle).
- Résumé : Grant Sheckly, un expert de la direction de l'aviation civile, est envoyé résoudre une bien étrange affaire : un avion DC3 a atterri sans passagers, bagages ou équipage à bord. Toutes les personnes qu'il interroge sont stupéfaites de cette mystérieuse arrivée. Remarquant que certains membres de l'aéroport disent que les sièges de l'avion sont bleus, marrons ou rouges, ou que certains voient tel numéro en haut de la queue arrière et d'autres un autre numéro, Sheckly énonce une hypothèse osée : l'avion n'existe pas et est une illusion, obligeant chacune des personnes présentes à se représenter l'avion à sa guise. Sheckly tente une expérience pour prouver que l'avion n'existe pas : il va mettre une main devant les pales d'un des moteurs : si sa main est broyée ou tranchée, cela voudra dire qu'il s'est trompé, à l'inverse, que l'avion n'est qu'illusion. Il tente l'expérience, et soudain se retrouve seul sur le tarmac, sans avion et sans personne à ses côtés. Il monte dans les locaux administratifs, et retrouve deux des personnes avec qui il s'était entretenu. Les deux hommes ne comprennent pas ce qu'il dit, et lui disent que ses explications font référence à la disparition mystérieuse d'un avion survenue 18 ans plus tôt et qu'on n'avait jadis pas pu résoudre. Sheckly était l’expert chargé d'enquêter. Finalement Sheckly quitte les lieux en pleine confusion mentale.
- Liens externes :
  - Fiche sur imdb
  - Fiche de l'épisode sur le site de la série

### Épisode 3:L'Abri
- Titre original : The Shelter
- Numéro : 68 (3-03)
- Scénariste : Rod Serling
- Réalisateur : Lamont Johnson
- Diffusion : 
  -  États-Unis : 29 septembre 1961 sur CBS
- Distribution : Larry Gates (Dr Bill Stockton), Jack Albertson (Jerry Harlowe), Sandy Kenyon (Frank Henderson), Peggy Stewart (Grace Stockton), Joseph Bernard (Marty Weiss), Michael Burns (Paul Stockton), Jo Helton (Martha Harlowe), Moria Turner (Mme Weiss), Mary Gregory (Mme Henderson), John McLiam (figurant).
- Résumé : Alors qu'il fête son anniversaire en compagnie de sa famille et de ses amis et voisins, le docteur Stockton entend l'annonce qu'une guerre nucléaire pourrait avoir lieu dans les minutes suivantes. Il se réfugie avec sa femme et son fils dans un abri antiatomique situé dans la cave de la maison. Mais son refuge n'a de la place que pour eux trois. Malgré les sollicitations pressentes de ses amis et voisins, il ne souhaite à aucun prix laisser entrer personne d'autre. Les voisins, fous d'angoisse, deviennent de plus en plus agressifs. Ils supplient Stockton puis donnent l'assaut à l'abri. Tandis qu'ils défoncent la porte de l'abri, l'alerte est levée : ce que l'on avait pris pour des missiles intercontinentaux n'était que des satellites. Tous sont sauvés, mais leur amitié est brisée à jamais, car la furie née de l'instinct de survie a révélé les vrais visages de chacun.
- Liens externes :
  - Fiche sur imdb
  - Fiche sur le site de la série

### Épisode 4:La Route de la mort
- Titre original : The Passersby
- Numéro : 69 (3-04)
- Scénariste : Rod Serling
- Réalisateur : Elliot Silverstein
- Diffusion :  
  -  États-Unis : 6 octobre 1961 sur CBS
- Distribution : James Gregory (le sergent), Joanne Linville (Lavinia Godwin), Warren Kemmerling (Jud Godwin), Rex Holman (Charlie Constable), David Garcia (lieutenant nordiste), Austin Green (Abraham Lincoln).
- Résumé : En avril 1865, à la fin de la Guerre de Sécession, un sergent sudiste épuisé sympathise avec une jeune veuve qui vit seule dans sa maison, son mari étant mort à la guerre, tandis que des soldats ne cessent de passer sur la route devant la demeure. Dans cette procession, la femme reconnaît un soldat censé être mort, puis arrive le lieutenant nordiste qui a sauvé la vie du sergent avant d'être tué par une grenade, et enfin le mari mort se présente à son épouse. La femme et le sergent comprennent alors que cette route mène vers le séjour des morts et qu'aucun vivant n'y passe. Le sergent y part à son tour, laissant là la veuve qui refuse de se considérer comme morte. Abraham Lincoln y passe enfin : il est la dernière victime de la guerre de Sécession. Comprenant son erreur, la jeune veuve court rejoindre son époux sur la route.
- Lien externe :
  - Fiche sur imdb
  - Fiche de l'épisode sur le site de la série

### Épisode 5:Le Joueur de billard
- Titre original : A Game of Pool
- Numéro : 70 (3-05)
- Durée : 25 minutes
- Scénariste : George Clayton Johnson
- Réalisateur : Buzz Kulik
- Diffusion :  
  -  États-Unis : 13 octobre 1961 sur CBS
- Distribution : Jack Klugman (Jesse Cardiff), Jonathan Winters (Fats Brown).
- Résumé : Jesse Cardiff est un excellent joueur de billard américain mais il voudrait prouver qu'il est le meilleur de tous. Il invoque alors Fats Brown, le meilleur joueur de tous les temps, maintenant décédé. Fats Brown quitte le ciel pour venir jouer une partie contre Cardiff : l'enjeu en est la vie même de Cardiff. S'il perd, Cardiff mourra. Jesse accepte. Nous avons alors deux points de vue : celui de l'orgueilleux Fats qui, certain de sa force, essaie de raisonner Jesse en lui expliquant que la vie ne tourne pas autour du billard ; et celui de Jesse qui, complètement obnubilé par le jeu, est persuadé qu'il peut vaincre le maître. À l'issue d'une nuit de jeu, Jesse l'emporte ; Fats Brown disparaît en le remerciant. Il le prévient : Jesse devra, une fois mort, relever tous les défis qui lui seront lancés. S'il est intéressant de vouloir progresser, une fois mort, on doit défendre son titre contre les nouveaux prétendants à la légende. Il s'est créé une prison mentale.
- Note : Le scénariste de cet épisode avait écrit une autre fin dans laquelle l'issue du duel était inversée, c'était d'ailleurs la fin originale. Cette fin est utilisée dans le remake de 1989, Une partie particulière.
- Liens externes :
  - Fiche sur imdb
  - L'épisode sur le site de la série

### Épisode 6:Le Miroir
- Titre original : The Mirror
- Numéro : 71 (3-06)
- Durée : 25 minutes
- Scénariste : Rod Serling
- Réalisateur : Don Medford
- Diffusion : 
  -  États-Unis : 20 octobre 1961 sur CBS
- Distribution : Peter Falk (Ramos Clemente), Will Kuluva (De Cruz), Richard Karlan (D'Alessandro), Vladimir Sokoloff (père Thomas), Antony Carbone (Cristo), Rodolfo Hoyos Jr. (Garcia), Arthur Batanides (Tabal).
- Résumé : Ramos Clemente est un général d'un pays d'Amérique centrale (sosie de Fidel Castro) qui vient de prendre le pouvoir. Faisant paraître devant lui son prédécesseur déchu, il reçoit de lui un étrange cadeau : un miroir censé lui dévoiler les personnes qui en voudront à sa vie. Il lui lègue aussi la peur du complot, compagne de tous les dictateurs. À peine Clemente regarde-t-il dans ce miroir qu'il voit un de ses lieutenants lui tirer dessus. Il le défenestre, mais voit ensuite deux de ses officiers qui veulent le poignarder. Il les éloigne de lui, leur tend un piège et les fait exécuter. Son quatrième officier, son meilleur ami, lui apparaît enfin, lui tendant une coupe de vin empoisonné. Clemente l'abat d'un coup de pistolet. Il se retrouve alors seul, livré à la solitude et à la paranoïa. Les exécutions de population qu'il ordonne ne l'apaisent pas. Un prêtre vient le mettre en garde et le renvoie à ses responsabilités. Ne pouvant plus supporter la situation, miné par la peur, venant de voir dans le miroir son pire ennemi : lui-même, Clemente se tire une balle dans la tête.
- Liens externes :
  - L'épisode sur le site de la série
  - Fiche de l'épisode sur imbd

### Épisode 7:Vengeance d'outre tombe
- Titre original : The Grave
- Numéro : 72 (3-07)
- Scénariste : Montgomery Pittman
- Réalisateur : Montgomery Pittman
- Diffusion : 
  -  États-Unis : 27 octobre 1961 sur CBS
- Distribution : Lee Marvin (Conny Miller), James Best (Johnny Rob), Lee Van Cleef (Steinhart), Strother Martin (Mothershed), Stafford Repp (Ira Broadly), Elen Willard (Ione Sykes), Dick Geary (Pinto Sykes), William Challee (Jason), Larry Johns (un figurant).
- Résumé : Un brigand, Pinto Sykes, est abattu par les habitants de la ville où il sévissait. Peu de temps après sa mort, Conny Miller, qui pourchassait Sykes depuis longtemps, arrive au saloon de la ville. Il apprend des habitants que quelques minutes avant de mourir des suites de ses blessures, Sykes a juré de tuer Miller si ce dernier s'avisait de s'approcher de sa sépulture. Conny rencontre aussi Ione, la jeune sœur du défunt, qui le traite de lâche. Pour prouver qu'il n'est pas un lâche, Miller déclare qu'il va se rendre le soir même sur la tombe de Sykes. Au petit matin, on retrouve Miller mort sur la tombe, retenu par son manteau fixé au sol par un couteau. Le maire de la ville suppose que Conny Miller est mort en raison d'une crise cardiaque : le vent s'est engouffré dans son manteau, lui faisant perdre l'équilibre et le terrorisant. Pour sa part, compte tenu de la direction du vent, la jeune sœur de Pinto Sykes laisse penser aux personnes présentes qu'elle ne croit pas du tout à cette théorie, et que c'est l'esprit de son frère qui a tué Conny Miller.
- Liens externes :
  - Fiche de l'épisode sur imbd
  - Page de l'épisode sur le site de la série
  - Video complète gratuite sur le site de CBS

### Épisode 8:C'est une belle vie
- Titre original : It's a Good Life
- Numéro : 73 (3-08)
- Scénariste : Jerome Bixby (adaptation de sa nouvelle éponyme C’est vraiment une bonne vie) / Rod Serling
- Réalisateur : James Sheldon
- Diffusion : 
  -  États-Unis : 3 novembre 1961 sur CBS
- Distribution : Bill Mumy (Anthony Fremont), John Larch (M. Fremont), Cloris Leachman (Mme Fremont), Don Keefer (Dan Hollis), Jeanne Bates (Ethel Hollis), Max Showalter (Pat Riley), Alice Frost (tante Amy), Lenore Kingston (Thelma Dunn), Tom Hatcher (Bill Soames).
- Résumé : Anthony Fremont est un garçonnet capricieux de six ans qui a un pouvoir extraordinaire : il peut faire disparaître les gens, les animaux et les objets, les envoyant « dans le champ de maïs ». Il a d'ailleurs vidé le village de ses voitures et de ses chiens. Par conséquent, tout le monde a peur de lui et le flatte continuellement pour ne pas le mettre en colère. Un soir, ses parents organisent une soirée télévision, dont Anthony fabrique le programme. En colère face à cette situation tyrannique, Dan Hollis, un voisin qui fête son anniversaire, se rebelle contre l'enfant, mais les autres invités terrifiés n'osent le soutenir, et Anthony fait disparaître Dan Hollis. La peur continue de régner.
- Remarque : Cet épisode comporte une suite, C'est toujours une belle vie, épisode de La Treizième Dimension dans lequel Bill Mumy et Cloris Leachman reprennent leurs rôles respectifs quarante-et-un ans après cette histoire. Liliana Mumy se joint à eux. En revanche, John Larch n'est pas présent dans le remake en raison d'une maladie.
- Le scénario de cet épisode sera repris en 1983 dans le film La Quatrième Dimension dans le troisième segment réalisé par Joe Dante.

- Liens externes :
  - Fiche sur imdb
  - L'épisode sur le site de la série

### Épisode 9:Le Musée des morts
- Titre original : Deaths-Head Revisited
- Numéro : 74 (3-09)
- Scénariste : Rod Serling
- Réalisateur : Don Medford
- Diffusion : 
  -  États-Unis : 10 novembre 1961 sur CBS
- Distribution : Oscar Beregi Jr. (capitaine Lutze / M. Schmidt), Joseph Schildkraut (Becker), Ben Wright (le docteur), Kaaren Verne (tenancière de l'auberge), Robert Boon (conducteur de taxi).
- Résumé : Gunther Lutze est un ancien nazi, ancien capitaine SS à Dachau qui s'appelle désormais Gunther Schmidt et a fui en Amérique du sud. Pris de nostalgie, il retourne sur les ruines du camp de Dachau. Tandis qu'il se souvient avec plaisir de ses actes, il rencontre là un des anciens déportés, Alfred Becker, qui se dit gardien du camp. Lutze se remémore avoir tué Becker, et cherche en vain à fuir le camp. D'autres fantômes de prisonniers apparaissent alors et font le procès de l'ancien nazi. Ils le condamnent à ressentir dans sa chair toutes les souffrances qu'il a lui-même infligées. Lutze s'écroule de douleur. Quelques heures plus tard, des passants le trouvent : il est devenu fou, et souffre beaucoup sans cause visible.
- Note : Dans la version française de cet épisode, Schmidt indique à l'hôtelière qu'il se trouvait en France au moment de la guerre, mais dans la version originale, il se trouvait sur le Front russe dans une division blindée.
- Remarque : Oscar Beregi, Sr. sera également présent dans :Rendez-vous dans un siècle et La Muette
- Liens externes :
  - Fiche sur imdb
  - Fiche de l'épisode sur le site de la série

### Épisode 10:Le Soleil de minuit
- Titre original : The Midnight Sun
- Numéro : 75 (3-10)
- Scénariste : Rod Serling
- Réalisateur : Anton Leader
- Diffusion : 
  -  États-Unis : 17 novembre 1961 sur CBS
- Distribution : Lois Nettleton (Norma), Betty Garde (Mme Bronson), Tom Reese (l'homme),  William Keene (le médecin), Jason Wingreen (M. Shuster), June Ellis (Mme Shuster).
- Résumé : Dans la ville de New York désertée, deux femmes tentent de survivre à un terrible fléau : la Terre se rapproche de plus en plus du Soleil et on annonce sa destruction. Réfugiées dans leur immeuble vide, elles résistent à cette atmosphère de plus en plus invivable. À minuit, il fait jour comme à midi, et la toile que peint Norma ne peut retenir la peinture, qui dégouline. Un homme de passage les rejoint et leur vole de l'eau, avant de repartir. La chaleur écrasante vient finalement à bout de leur corps et les deux femmes meurent l'une après l'autre. C'est alors que Norma se réveille : cette canicule n'était qu'un cauchemar causé par sa fièvre, car en réalité la Terre est en train de s'éloigner du Soleil, et c'est un froid de plus en plus glacial qui se répand sur la Terre.
- Liens externes :
  - Fiche sur imdb
  - Fiche sur le site de la série

### Épisode 11:La Vallée immobile
- Titre original : Still Valley
- Numéro : 76 (3-11)
- Scénariste : Rod Serling
- Réalisateur : James Sheldon
- Diffusion : 
  -  États-Unis : 24 novembre 1961 sur CBS
- Distribution : Gary Merrill (Joseph Paradine), Vaughn Taylor (Teague) - Ben Cooper (Dauger), Mark Tapscott (lieutenant), Jack Mann (Mallory).
- Résumé : Vers la fin de la guerre de Sécession, Joseph Parradine, un éclaireur sudiste, découvre un village sudiste niché au creux d'une vallée. Au milieu du village se trouve une patrouille de Yankees vivants, mais immobiles et figés comme des pierres. Il rencontre un vieil homme qui lui avoue être le responsable de cette paralysie car il est sorcier et veut se rendre utile à la Confédération en pétrifiant le plus de soldats nordistes possible. Mais le vieux sorcier sachant qu'il va mourir confie son manuel de sorcellerie à Parradine pour qu'il continue son œuvre. Rentré au camp, Parradine fait son rapport. Les officiers sont partagés sur le fait d'utiliser le pouvoir du diable pour gagner la guerre en pétrifiant toute l'armée de l'Union. Parradine jette alors le livre au feu : mieux vaut perdre la guerre si c'est la volonté de Dieu, que de vaincre en s'alliant au Diable.
- Liens externes :
  - Fiche sur imdb
  - Fiche de l'épisode dans le site de la série

### Épisode 12:La Jungle
- Titre original : The Jungle
- Numéro : 77 (3-12)
- Scénariste : Charles Beaumont
- Réalisateur : William Claxton
- Diffusion : 
  -  États-Unis : 1er décembre 1961 sur CBS
- Distribution : John Dehner (Alan Richards), Emily McLaughlin (Doris Richards), Walter Brooke (Chad Cooper), Jay Adler (Vagrant), Hugh Sanders (M. Templeton), Howard Wright (M. Hardy), Donald Foster (M. Sinclair), Jay Overholtsas (chauffeur de taxi).
- Résumé : Alan Richards est un homme d'affaires new-yorkais qui, venant de rentrer d'un voyage professionnel en Afrique avec sa femme Doris, brûle tous les souvenirs rapportés par elle durant ce voyage, et spécialement des gri-gris. Doris le met en garde contre une malédiction lancée par un sorcier, mais il s'en moque. En sortant de chez lui, Alan découvre un cadavre d'antilope devant sa porte. Richards se rend à une réunion de travail où l'on discute de l'établissement d'une filiale de la société en Afrique centrale. Richards met en garde ses collègues contre l'hostilité de la population locale, et notamment des sorciers au pouvoir maléfique redoutable. Ses avertissements ne rencontrent que la moquerie de ses collègues, bien qu'eux mêmes se livrent aussi à des pratiques superstitieuses. Rentrant chez lui après avoir bu un verre avec son collègue Chad, Richards constate que sa voiture est en panne. Il prend un taxi, mais le chauffeur tombe en état de catalepsie quelques minutes après. Richards se met à marcher dans la nuit, cerné par des cris d'animaux sauvages africains, tandis que la ville est totalement vide et angoissante. Alan rencontre un clochard à qui il propose de l'argent contre la promesse que le clochard le raccompagne chez lui mais le clochard disparaît mystérieusement. Dans le parc, les arbres frémissent et semblent se métamorphoser en arbres de la jungle ; des animaux semblent s'y cacher sans qu'on les voit. La peur d'Allan augmente au fur et à mesure qu'il progresse, se sentant poursuivi par les animaux, puis cerné par des sons de tam-tams. Arrivant enfin chez lui, il se pense en sécurité. Il se sert un whisky pour se remettre de ses émotions, mais un rugissement se fait entendre, provenant de la chambre à coucher. Un lion est juché sur le lit et se jette sur lui pour le dévorer.
- Liens externes :
  - Fiche sur imdb
  - Fiche sur le site de la série

### Épisode 13:Il était une fois
- Titre original : Once Upon a Time
- Numéro : 78 (3-13)
- Scénariste : Richard Matheson
- Réalisateur : Norman Z. McLeod & Les Goodwins
- Diffusion : 
  -  États-Unis : 15 décembre 1961 sur CBS
- Distribution : Buster Keaton (Woodrow Mulligan), Stanley Adams (Rollo), Jesse White (le réparateur), James Flavin (le premier policier en 1960), Gil Lamb (l'officier Flannagan), Milton Parsons (Professeur Gilbert), Harry Fleer (le second policier en 1960), George E. Stone (Fenwick).
- Remarques : Parce que Buster Keaton est l'invité de cet épisode, l'histoire est divisée en deux : la partie en 1960 est tournée normalement, mais celle de 1890 est filmée comme un film muet avec une musique de piano en guise d'accompagnement, des dialogues apparaissant sous forme d'encadrés et une image accélérée. Mulligan est poursuivi par un policier quelle que soit l'époque où il se trouve.
- Résumé : En 1890, Woodrow Mulligan est un concierge grincheux qui se plaint de son époque bruyante et chère. Il travaille pour deux scientifiques qui ont inventé un casque donnant la possibilité de voyager dans le temps pendant 30 minutes. En l'essayant en cachette, Mulligan se retrouve en 1960. Effrayé par cette époque qu'il ne comprend pas, il se fait prendre son casque, d'abord par un automobiliste, puis par un enfant en patins à roulettes. Au terme d'une poursuite, il récupère le casque, qui est cassé. Il rencontre un dénommé Rollo, qui l'amène chez un réparateur. Mais une fois le casque réparé, Rollo s'en empare afin d'aller en 1890, époque bénie à ses yeux. Woodrow Mulligan le poursuit et s'accroche à lui au moment du départ, et tous deux se retrouvent en 1890. Autant Woodrow est heureux de retrouver sa vie calme et paisible, autant Rollo récrimine et ne parvient pas à s'habituer à cette époque sans techniques modernes. Woodrow lui place le casque sur la tête, lui permettant de regagner l’année 1960.
- Liens externes :

### Épisode 14:Cinq personnages en quête d'une sortie
- Titre original : Five Characters in Search of an Exit
- Numéro : 79 (3-14)
- Scénariste : Rod Serling, d'après la nouvelle de Marvin Petal The Depository.
- Réalisateur : Lamont Johnson
- Diffusion : 
  -  États-Unis : 22 décembre 1961 sur CBS
- Distribution : Susan Harrison, Bill Windom, Murray Matheson.
- Résumé : Un militaire se réveille dans un puits sans le souvenir d'y être entré et sans ressentir la moindre sensation. Il se retrouve avec une ballerine, un clown, un joueur de cornemuse et un vagabond. Aucun d'eux ne se rappelle la manière dont ils sont arrivés ici. Ils tentent de trouver une issue tout en se demandant pourquoi ils ne se souviennent de rien. Périodiquement, le son d'une cloche leur brise les oreilles et les jette à terre. Ils se font la courte échelle, mais ne parviennent pas à envoyer la ballerine sur le bord du puits. Renouvelant leur tentative, le militaire parvient, avec son épée et une corde, à confectionner une sorte de grappin qui lui permet de se jucher sur le bord du puits, mais il tombe malencontreusement de l'autre côté, dans la neige. Le téléspectateur apprend alors que les cinq personnages étaient des poupées pour enfants, entreposées dans un tonneau métallique. Une vendeuse agite une cloche manuelle pour attirer les clients, en cette période de Noël.
- Liens externes :

### Épisode 15:La Grandeur du pardon
- Titre original : A Quality of Mercy
- Numéro : 80 (3-15)
- Scénariste : Sam Rolfe / Rod Serling
- Réalisateur : Buzz Kulik
- Diffusion : 
  -  États-Unis : 29 décembre 1961 sur CBS
  - Distribution : Dean Stockwell, Albert Salmi, Leonard Nimoy.
- Résumé : Le 6 août 1945, dans l'archipel des Philippines, un nouveau lieutenant, Katell, s'attire la hargne de sa compagnie faible et fatiguée dont il vient de prendre le commandement, parce qu'il veut lancer un assaut et massacrer des Japonais malades et retranchés dans une grotte à l’accès malaisé. Le sergent de la compagnie, notamment, lui reproche sa rigidité et sa cruauté envers l'ennemi à bout de forces, alors que la guerre est quasiment finie. Alors que le lieutenant s'apprête à ordonner l'attaque, ses jumelles tombent et se brisent, et il se retrouve alors brusquement dans la peau d'un lieutenant Japonais, au même endroit, mais le 4 mai 1942 pendant la bataille de Corregidor (au cours de laquelle l'armée américaine fut écrasée par les Japonais). Il ne comprend pas comment il s'est retrouvé là et est désorienté, tandis que son supérieur, un capitaine, veut lancer un assaut et tuer tous les Américains assiégés dans la même grotte. Le lieutenant japonais plaide pour les soldats américains acculés, mais en vain. À cet instant, il revient le 6 août 1945, tandis que sa compagnie attend ses ordres. Il ne sait plus s'il doit faire attaquer la grotte ou non, car il est pris de pitié pour les soldats japonais. À ce moment, un appel du quartier général est reçu : il est demandé à l'unité de se replier, car la première bombe atomique vient d'être larguée et la fin de la guerre est imminente.
- Liens externes :

### Épisode 16:Rien à craindre
- Titre original : Nothing in the Dark
- Numéro : 81 (3-16)
- Scénariste : George Clayton Johnson
- Réalisateur : Lamont Johnson
- Diffusion : 
  -  États-Unis : 5 janvier 1962 sur CBS
- Distribution : Gladys Cooper (Wanda Dunn), Robert Redford (Harold Beldon), R.G. Armstrong (le démolisseur).
- Résumé : Wanda Dunn est une vieille femme qui vit seule chez elle et n'ose sortir, de peur de rencontrer la Mort. Un jour, elle recueille Harold Beldon, un policier blessé, après avoir hésité à lui ouvrir. Elle se demande si elle a commis une erreur. Un autre homme se présente à sa porte : il s'agit d'un entrepreneur qui doit bientôt procéder à la démolition de son immeuble, dont tous les occupants (à l'exception de la vieille femme), sont déjà partis. En voyant que le policier ne se reflète pas dans un miroir, la vieille femme comprend que la Mort s'était cachée sous les traits du policier blessé. Il la rassure et la vieille femme accepte enfin son destin.
- Remarque : il s'agit de l'un des premiers rôles de Robert Redford, alors âgé de 25 ans.
- Liens externes :

### Épisode 17:L'Excentrique M. Radin
- Titre original : One More Pallbearer
- Numéro : 82 (3-17)
- Scénariste : Rod Serling
- Réalisateur : Lamont Johnson
- Diffusion : 
  -  États-Unis : 12 janvier 1962 sur CBS
- Distribution : Joseph Wiseman (Paul Radin), Gage Clark (M. Hugues), Katherine Squire (Mme Langford).
- Résumé : Paul Radin est un homme riche et misanthrope qui n'a jamais pu supporter qu'une institutrice, un révérend, et un colonel l'aient humilié lorsqu'il était enfant, jeune homme, puis soldat. Il les invite dans son abri antiatomique et leur fait croire à l'annonce d'une guerre atomique. Il les assure qu'il leur sauvera la vie, à condition qu'ils s'excusent des humiliations jadis subies. Mais loin de le supplier, les trois personnes renvoient Radin à sa méchanceté puis quittent l'abri. Radin se retrouve seul, tandis qu'éclate vraiment la guerre atomique. Plus tard, il quitte son abri et se retrouve dans une ville dévastée dont il est le seul survivant. Sa solitude le rend fou et il s'écroule… au milieu de la ville paisible : Radin a complètement perdu la raison et il est le seul à voir des ruines de guerre.
- Liens externes :

### Épisode 18:Les Chaussures diaboliques
- Titre original : Dead Man's Shoes
- Numéro : 83 (3-18)
- Scénariste : Charles Beaumont & OCee Ritch
- Réalisateur : Montgomery Pittman
- Diffusion : 
  -  États-Unis : 19 janvier 1962 sur CBS
- Distribution : Warren Stevens (Nathan Bledsoe), Ben Wright (Wright), Joan Marshall (Vilma), Richard Devon (Dagget).
- Résumé : Des gangsters jettent un cadavre d'une voiture. Un clochard, Nathan Bledsoe, récupère les chaussures ayant appartenu au mort, Dane. En les enfilant, son esprit est possédé par celui du mort et il se met à vivre sa vie. Il se rend à son appartement, y trouve sa maîtresse qui reconnait Dane en lui. Bledsoe se change, prend une arme, et part se venger de son associé qui l'a tué. Arrivé au club où se trouve son meurtrier, il lui révèle qu'il sait tout du crime et essaie de le tuer. Mais c'est lui qui est tué par un homme de main du gangster. En mourant, il jure de revenir se venger. Les gangsters jettent le nouveau cadavre de leur voiture. Un clochard est présent et récupère les chaussures de Bledsoe.
- Remarque : Un remake de cet épisode, Les Escarpins de feue Suzanne, a été réalisé en 1985.
- Lien externe :

### Épisode 19:La Chasse au paradis
- Titre original : The Hunt
- Numéro : 84 (3-19)
- Scénariste : Earl Hamner Jr.
- Réalisateur : Harold Schuster
- Diffusion : 
  -  États-Unis : 26 janvier 1962 sur CBS
- Distribution : Arthur Hunnicutt (Hyder Simpson), Jeanette Nolan (Rachel Simpson), Robert Foulk (gardien), Titus Moede (Wesley Miller).
- Résumé : Hyder Simpson est un vieux chasseur qui vit dans les bois avec sa femme et son chien Rip. Un jour, malgré les recommandations de sa femme, Hyder part chasser avec son chien, mais un raton laveur attire le chien dans l'eau et celui-ci se noie. En voulant le sauver, Hyder se noie à son tour. Dans un premier temps, le chasseur et son chien ignorent qu'ils sont morts mais Hyder croise les fossoyeurs creusant la tombe du chien, puis trouve la veuve en larmes qui suit son cercueil jusqu'au cimetière. Il se demande bien qui on peut enterrer et décide de se rendre au cimetière pour voir le nom sur la tombe. Mais en suivant le cortège Hyder Simpson se perd. Il continue à marcher et arrive à une barrière où un homme qui en est le gardien lui dit qu'il est mort. Au début il croit à une plaisanterie, mais en discutant avec l'homme, Simpson finit par réaliser que lui et son chien sont en effet bel et bien morts. L'homme, que Hyder prend pour Saint-Pierre, accepte de le faire entrer au paradis, mais sans son chien, car le paradis n'est pas accessible aux animaux. Hyder refuse de se rendre au paradis sans son chien et de laisser l'animal seul et s'en va, d'autant plus que son chien le tire de l'autre côté. Il croise un autre homme, un ange, qui lui révèle que Saint-Pierre était en fait le diable cherchant à l'attirer en enfer. Hyder pourra aller au paradis avec son chien.
- Remarque : le nom du chien, « RIP », fait penser au sigle du même nom qui signifie « Requiescat in pace ».
- Lien externe :

### Épisode 20:Règlements de compte pour Rance McGrew
- Titre original : Showdown With Rance McGrew
- Numéro : 85 (3-20)
- Scénariste : Rod Serling
- Réalisateur : Christian Nyby
- Diffusion : 
  -  États-Unis : 2 février 1962 sur CBS
- Distribution : Larry Blyden (RanceMc Grew), Arch Johnson (Jesse James), Robert Cornthwaite (le réalisateur), Richard Kline (Jesse James de la télévision).
- Résumé : Rance McGrew est un acteur de série western vaniteux et imbu de lui-même : non seulement le personnage qu'il interprète porte son nom, mais en plus, il s'agit d'un marshall qui gagne à chaque fois contre les brigands légendaires du far-west, dans les circonstances les plus rocambolesques. Mais un jour de tournage, Rance se retrouve projeté réellement dans l'univers qu'il dépeignait fictivement et rencontre le véritable Jesse James. Ce dernier se fait le porte-parole de tous les bandits bafoués dans la série télévisée pour obliger Rance à modifier les scénarios en leur faveur et à y introduire des actions crédibles, sous peine de venir se venger. Montrant sa lâcheté, Rance est obligé d'accepter les nouvelles conditions. Il se retrouve alors à jouer des épisodes où il est battu et humilié par ses adversaires.
- Liens externes :

### Épisode 21:Jeux d'enfants
- Titre original : Kick the Can
- Numéro : 86 (3-21)
- Scénariste : George Clayton Johnson
- Réalisateur : Lamont Johnson
- Diffusion : 
  -  États-Unis : 9 février 1962 sur CBS
- Distribution : Ernest Truex (Charles Whitley), Russell Collins (Ben Conroy), John Marley (M. Cox), Burt Mustin (Carlson), Eve McVeagh (infirmière), Anne O'Neal (Mme Wister).
- Résumé : Charles Whitley est un retraité qui vit dans une pension pour personnes âgées. Son fils lui ayant annoncé qu'il ne peut pas venir le chercher, Whitley est déçu mais lorsqu'il voit des jeunes enfants jouer avec une boîte en fer, il décide de les imiter, croyant qu'il retrouvera ainsi sa jeunesse et tente de convaincre tous les pensionnaires d'en faire autant. Mais tous sont résignés à leur vieillesse et attendent la mort passivement. Whitley parvient cependant à les convaincre de la magie de la boite de fer : il suffit de taper dedans en jouant pour retrouver son enfance. Tous les pensionnaires sauf un, Ben Conroy, s'enfuient de nuit et partent jouer. Le dernier qui est resté (Ben Conroy) tente finalement de les rejoindre, mais trop tard : tous sont redevenus des enfants, sauf lui. Il ne lui reste plus qu'à signaler la disparition des pensionnaires au directeur de la maison de retraite, maintenant vide.
- Le scénario de cet épisode sera repris en 1983 dans le film La Quatrième Dimension dans le deuxième segment réalisé par Steven Spielberg.
- Liens externes :
  - Fiche sur imdb
  - Fiche sur le site de la série
  - Kick the Can review

### Épisode 22:Un piano dans la maison
- Titre original : A Piano in the House
- Numéro : 87 (3-22)
- Scénariste : Earl Hamner Jr.
- Réalisateur : David Greene
- Diffusion : 
  -  États-Unis : 16 février 1962 sur CBS
- Distribution : Barry Morse (Fitzgerald Fortune), Joan Hackett (Esther Fortune), Cyril Delevanti (Marvin le maître d'hôtel), Muriel Landers (Marge Moore), Don Durant (Gregory Walker), Philip Coolidge (Throckmorton).
- Résumé : Fitzgerald Fortune, critique de théâtre cynique, se rend dans un magasin d'antiquités afin d'acheter un piano mécanique à sa femme Esther, qui fête ses vingt-six ans. Le brocanteur, fort peu aimable, devient soudain très sentimental dès que le piano commence à jouer. Chez lui, Fortune fait jouer le piano qui entraîne chez l'auditeur des confidences inattendues. Ainsi son valet Marvin (sinistre en apparence) est un joyeux luron ; sa femme ne l'aime pas et ne supporte plus les humiliations subies pendant son mariage. Fortune décide de se servir de l'instrument magique pour connaître les secrets cachés de ses connaissances, à l'occasion de la soirée d'anniversaire de sa femme : la première victime est Gregory Walker qui avoue être fou amoureux de Esther et avoir une liaison avec elle ; puis Marge, une femme qui se plaint constamment de son poids révèle son rêve d'être un flocon de neige et une ballerine. Esther interrompt ces confidences indiscrètes en passant un nouveau rouleau de musique dans le piano. C'est alors Fortune lui-même qui est contraint de confesser sa misanthropie, son arrogance et sa puérilité. Tous les invités s'en vont, y compris Esther avec Gregory. Fortune reste seul, abandonné et humilié.
- Lien externe :

### Épisode 23:Les Funérailles de Jeff Myrtlebank
- Titre original : The Last Rites of Jeff Myrtlebank
- Numéro : 88 (3-23)
- Scénariste : Montgomery Pittman
- Réalisateur : Montgomery Pittman
- Diffusion : 
  -  États-Unis : 23 février 1962 sur CBS
- Distribution : James Best (Jeff Myrtlebank), Edgar Buchanan (Doc Bolton), Dub Taylor (M. Peters), Sherry Jackson (Comfort Gatewood), Lance Fuller (Orgram Gatewood), Ralph Moody (M. Myrtlebank), Jon Lormer (M. Strauss).
- Résumé : Tandis qu'on célèbre les funérailles de Jeff Myrtlebank, le défunt se réveille et se lève de son cercueil. D'abord effrayés, ses proches sont ensuite heureux de ce changement de destin. Seul le docteur qui avait constaté le décès est dubitatif. Mais les habitants déchantent lorsqu'ils s'aperçoivent que Jeff n'est plus le même homme : il est devenu fort, bagarreur, travailleur et bien plus affirmé. Certains commencent à dire que le diable ou un esprit démoniaque s'est emparé du corps mort et que ce n'est plus le vrai Jeff. Sa fiancée envisage de rompre avec lui ; les habitants veulent le chasser du village. Au cours d'une soirée où Jeff fait face aux habitants du village, la fiancée accepte de se marier avec lui ; Jeff en profite pour leur dire que, ou bien il est le vrai Jeff et alors personne n'a rien à craindre, ou bien il est habité par un esprit démoniaque et alors il va se venger et leur mener à tous la vie dure. Les habitants effrayés renoncent à le chasser. Au moment où les habitants quittent les lieux, la fiancée est témoin d'un acte étrange : Jeff parvient à allumer une allumette sans l'avoir frottée à un grattoir.
- Liens externes :

### Épisode 24:Comment servir l'homme
- Titre original : To Serve Man
- Numéro : 89 (3-24)
- Scénariste : Damon Knight / Rod Serling
- Réalisateur : Richard L. Bare
- Diffusion : 
  -  États-Unis : 2 mars 1962 sur CBS
- Distribution : Lloyd Bochner (Chambers), Richard Kiel (Kanamite), Susan Cummings (Pat), Theodore Marcuse (Gregori), Bartlett Robinson (premier colonel),Joseph Ruskin (Kanamite)
- Résumé : Des extraterrestres arrivent soudainement sur Terre et persuadent les représentants rassemblés de l'ONU de leurs bonnes intentions : faire cesser la famine et les guerres sur la planète. Ils apportent toute leur technologie supérieure et pacifient la Terre. Tout le monde est satisfait de leur venue, et les voyages de Terriens vers la planète des aliens s'organisent. Mais le premier émissaire avait oublié à l'ONU un livre-programme intitulé « Comment servir l'homme » dont le titre avait suscité la confiance des Terriens. Une scientifique parvient à déchiffrer le contenu du livre qui s'avère être un manuel de cuisine : elle comprend trop tard que le but des extraterrestres est de bien nourrir les Humains pour pouvoir ensuite les déguster comme des mets de qualité.
- Liens externes :

### Épisode 25:Le Fugitif
- Titre original : The Fugitive
- Numéro : 90 (3-25)
- Scénariste : Charles Beaumont
- Réalisateur : Richard L. Bare
- Diffusion : 
  -  États-Unis : 9 mars 1962 sur CBS
- Distribution : J. Pat O'Malley (le vieux Ben), Susan Gordon (Jenny), Nancy Kulp (Mme Gann la tante), Stephen Talbot (Howie Gutliff), Wesley Lau (le premier envoyé).
- Résumé : Dans un parc, des enfants jouent avec Ben, un vieil homme qui les aime beaucoup et qui a le pouvoir de se métamorphoser en ce qu'il veut, divertissant ainsi les enfants. Il a davantage d'affection à offrir à Jenny, une petite fille qui souffre d'un handicap à la jambe et qui vit avec sa tante grincheuse. Deux policiers viennent s'informer auprès de la tante de la nature du vieux Ben. Ce dernier, après avoir guéri Jenny, lui explique qui il est réellement : les policiers sont en fait des envoyés d'une autre planète, chargés de ramener Ben chez lui, car il est roi et s'est échappé loin de ses charges. Les deux envoyés rétablissent le handicap de Jenny, attirant ainsi Ben dans un piège. Acculé dans la chambre de Jenny qu'il a de nouveau guérie, Ben accepte de repartir sur sa planète, mais pas sans Jenny. Les émissaires refusent. Ben se métamorphose alors en Jenny. Les envoyés sont face à deux Jenny : ne pouvant distinguer qui est réellement leur roi, ils doivent emmener les deux enfants sur leur planète.
- Liens externes :

### Épisode 26:La Petite Fille perdue
- Titre original : Little Girl Lost
- Numéro : 91 (3-26)
- Scénariste : Richard Matheson
- Réalisateur : Paul Stewart
- Diffusion : 
  -  États-Unis : 16 mars 1962 sur CBS
- Distribution : Charles Aidman (Bill), Robert Sampson (Chris Miller), Sarah Marshall (Ruth Miller), Tracy Stratford (Tina).
- Résumé : En pleine nuit, Chris et Ruth Miller sont réveillés par les pleurs de leur petite fille Tina, 6 ans. Bien qu'il cherche sa fille, Chris ne la trouve pas, mais il continue de l'entendre, et la voix vient de sous le lit de l'enfant. Le chien court sous le lit et disparaît lui aussi brusquement. Aidés par Bill, un ami professeur de physique, le couple cherche leur enfant et le chien. Bill comprend qu'une porte s'est brusquement ouverte sur la quatrième dimension, et que la fille et l'animal y sont entrés. Grâce à ses connaissances mathématiques, Bill dessine la porte sur le mur derrière le lit. Ils n'ont que quelques minutes pour faire venir l'enfant jusqu'à la porte avant que celle-ci ne se referme pour toujours. Le père passe la porte et cherche son enfant dans la quatrième dimension, aidé par le chien qui seul peut instinctivement retrouver la sortie. Chris parvient à attraper sa fille, guidée par le chien, et Bill resté dans la maison les tire tous en arrière. Toute la famille se retrouve de nouveau dans la chambre, et la porte se clôt pour toujours.
- Liens externes
- remarque : l'épisode 3F04 - Simpson Horror Show VI - Saison 7  des Simpson reprend cette  histoire et montre notamment Homer Simpson dans une dimension similaire à celui de la petite fille perdue.

### Épisode 27:Personne inconnue
- Titre original : Person or Persons Unknown
- Numéro : 92 (3-27)
- Scénariste : Charles Beaumont
- Réalisateur : John Brahm
- Diffusion : 
  -  États-Unis : 23 mars 1962 sur CBS
- Distribution : Richard Long (David Gurney), Frank Silvera (Docteur Koslenko), Edmund Glover (Sam Baker).
- Résumé : L'histoire commence par une journée ordinaire. David Gurney, qui a trop bu, se réveille avec la gueule de bois. En retard à son travail, Gurney réveille sa femme mais celle-ci ne le reconnaît pas et, effrayée, prétend ne l'avoir jamais vu. Gurney, pensant à une mauvaise blague, se rend à son travail, mais là encore, personne ne le connaît et il est emmené dans un centre psychiatrique. Le médecin de l'asile lui permet de passer deux coups de fils, mais ni le meilleur ami de Gurney ni sa mère ne se souviennent de lui. Gurney, fou de terreur, s'échappe du centre psychiatrique, essayant de trouver un moyen de sortir de cet horrible cauchemar. Il se rend chez le photographe où sont déposées des photos de lui avec sa femme. Mais quand le psychiatre arrive et regarde la photo, David apparaît seul sur la photo et son épouse n'est plus visible. C'est alors que David se réveille : tout cela n'était qu'un cauchemar ! David est soulagé de se retrouver dans son lit, mais quand il regarde le visage de sa femme, celle-ci a changé : c'est lui à présent qui ne reconnaît plus les autres. Le cauchemar continue !
- Liens externes :

### Épisode 28:Le Petit Peuple
- Titre original : The Little People
- Numéro : 93 (3-28)
- Scénariste : Rod Serling
- Réalisateur : William Claxton
- Diffusion : 
  -  États-Unis : 30 mars 1962 sur CBS
- Distribution :  Claude Akins (William Fletcher), Joe Maross (Peter Craig).
  - Résumé : Leur fusée étant en panne, William Fletcher et son copilote Peter Craig se posent sur une planète aride et inhospitalière. Pendant que Fletcher répare le vaisseau, Craig explore la planète et y découvre une population semblable aux humains mais de taille minuscule. Il se fait alors passer pour un dieu auprès des petites créatures. Il oblige le petit peuple à construire une statue grandeur nature à l'effigie du nouveau dieu, réalisant son rêve de domination et de puissance tyrannique. Fletcher a réparé la fusée et veut repartir. Le menaçant d'une arme, Craig le chasse car, devenu fou, il ne veut pas renoncer à son « pouvoir ». Fletcher quitte la planète. Tandis que Craig se livre aux débordements de sa folie mégalomane, sur la planète se pose une autre fusée, d'où sortent deux hommes géants : c'est Craig qui est maintenant un lilliputien pour eux. Accidentellement, un des deux géants écrase Craig, et le jette avec indifférence. Les deux hommes repartent à leur fusée. Craig git mort et le petit peuple maintenant libéré renverse sur lui la statue érigée.
- Liens externes :

### Épisode 29:À quatre heures
- Titre original : Four O'Clock
- Numéro : 94 (3-29)
- Scénariste : Price Day / Rod Serling
- Réalisateur : Lamont Johnson
- Diffusion : 
  -  États-Unis : 6 avril 1962 sur CBS
- Distribution : Theodore Bikel (Oliver Crangle), Moyna MacGill (Mme Williams), Phyllis Love (Mme Lucas), Linden Chiles (Hall).
- Résumé : Oliver Crangle est un obsessionnel dément qui passe son temps à traquer le Mal, envoyant des lettres et passant des appels téléphoniques pour dénoncer des citoyens et les faire renvoyer de leur travail. Il explique son occupation à sa logeuse, Mme Williams, qui se rend compte de sa folie et le fuit. Plus tard, il reçoit la visite d'une femme dont le mari, médecin, a été accusé par Crangle d'être un incapable meurtrier. Elle essaie en vain de lui faire entendre raison. C'est là que lui vient l'idée de rétrécir tous ses ennemis, de supprimer le Mal à 16 heures précises, en transformant tous les humains néfastes en personnes de 20 cm. Arrive chez lui un agent du FBI que Crangle a convoqué pour lui expliquer son œuvre. L'agent repart sans avoir pu convaincre Crangle de son délire. Arrive 4 heures, et Crangle jubile ; mais en fin de compte c'est lui qui se retrouve brusquement en train de rétrécir, devenant à présent inoffensif.
- Liens externes :

### Épisode 30:Le Menteur
- Titre original : Hocus-Pocus and Frisby
- Numéro : 95 (3-30)
- Scénariste : Frederic Louis Fox / Rod Serling
- Réalisateur : Lamont Johnson
- Diffusion : 
  -  États-Unis : 13 avril 1962 sur CBS
- Distribution : Andy Devine (Somerset Frisby), Milton Selzer (alien n° 1), Peter Brocco (alien n° 2), Dabbs Greer (Scanlan), Howard McNear (Mitchell).
- Résumé : Somerset Frisby, un épicier, agace tout le monde parce qu'il ment sans cesse et se fait passer pour un superhéros en inventant des exploits dans tous les domaines possibles. Le soir, tandis qu'il ferme sa boutique après avoir fait le plein de la voiture de deux clients, il est capturé et emmené dans un vaisseau extraterrestre. Là, il reconnaît ses clients, en réalité des aliens, qui lui avouent qu'ils sont très impressionnés par lui et ses connaissances phénoménales. Ils veulent l'emmener de force sur leur planète où ils collectionnent des spécimens hors du commun venus de différentes planètes. Frisby avoue qu'il est un menteur qui a inventé ses exploits, mais les aliens ne comprennent pas le sens du mot « mensonge » et ne renoncent pas à leur projet. Tandis que le vaisseau spatial est sur le point de décoller, Frisby se met à jouer de son harmonica : le son est insupportable pour les aliens qui tombent les uns après les autres comme foudroyés. Frisby en profite pour s'échapper et regagne son épicerie où ses amis l'attendaient pour lui souhaiter son anniversaire. Frisby leur raconte alors sa mésaventure extraterrestre qui paraît comme la meilleure histoire qu'il ait inventée et racontée !
- Liens externes :

### Épisode 31:L'Échange
- Titre original : The Trade-Ins
- Numéro : 96 (3-31)
- Scénariste : Rod Serling
- Réalisateur : Elliot Silverstein
- Diffusion : 
  -  États-Unis : 20 avril 1962 sur CBS
- Distribution : Joseph Schildkraut (John Holt), Alma Platt (Marie Holt), Noah Keen (M. Vance), Theodore Marcuse (Farraday), Edson Stroll (le jeune John Holt).
- Résumé : John et Martha Holt sont un couple de personnes âgées proches de la mort, qui souhaitent bénéficier d'une technologie permettant d'implanter leurs personnalités dans des corps artificiels et jeunes. Ils ne possèdent que la moitié de la somme demandée, ce qui veut dire qu'un seul des deux pourra pratiquer cet échange. Ils renoncent alors momentanément au projet. John tente de gagner les 5000 dollars manquants en jouant au poker, mais repart avec la même somme qu'il avait apportée, grâce à une tricherie en sa faveur. Les Holt décident de faire le transfert d'âme sur John qui est malade et souffre. L'opération réussit et John se retrouve dans le corps d'un jeune homme, tandis que Martha reste vieille. John comprend alors que le meilleur est de rester ensemble en ayant le même âge, avec tous ses bons souvenirs. John refait une opération qui lui restitue son vieux corps, et les deux vieillards repartent heureux ensemble.
- Liens externes :

### Épisode 32:Le Cadeau
- Titre original : The Gift
- Numéro : 97 (3-32)
- Scénariste : Rod Serling
- Réalisateur : Allen H. Miner
- Diffusion :  
  -  États-Unis : 27 avril 1962 sur CBS
- Distribution : Geoffrey Horne (Williams), Nico Minardos (le docteur), Edmund Vargas (Pedro), Cliff Osmond (Manuelo), Paul Mazursky (l'officier), Vladimir Sokoloff (le guitariste Ignacio), Vito Scotti (Rudolpho), Henry Corden (Sanchez).
- Résumé : Dans un village mexicain, des policiers sèment la panique en déclarant avoir vu une soucoupe volante et blessé par balle un extraterrestre qui est parvenu à s'enfuir. Un petit garçon, Pedro, amateur d'astronomie, travaille à l'auberge où son patron le maltraite. Le médecin du village prend sa défense, quand arrive un homme blessé qui se réfugie dans la chambre de Pedro. Le médecin commence à le soigner et se rend compte qu'il n'est pas humain. Pendant ce temps, l'aubergiste a appelé la police pour faire arrêter le fugitif. Ce dernier s'enfuit et confie un livre à Pedro, qu'il dit être un bien très précieux. Dans la rue, la police abat l'extraterrestre et les villageois effrayés jettent le précieux livre au feu. Le médecin le tire des flammes et parvient à en lire la première phrase : elle annonce que suit une formule pour guérir tous les cancers. Le reste du livre étant brûlé, le cadeau est perdu et les villageois se lamentent sur leur acte.
- Liens externes :

### Épisode 33:La Marionnette
- Titre original : The Dummy
- Numéro : 98 (3-33)
- Scénariste : Lee Polk / Rod Serling
- Réalisateur : Abner Biberman
- Diffusion : 
  -  États-Unis : 4 mai 1962 sur CBS
- Distribution : Cliff Robertson (Jerry Etherson), Frank Sutton (Frank), John Harmon (Georgie), Sandra Warner (Noreen).
- Résumé : Jerry Etherson est un ventriloque alcoolique qui croit que  Willie, son pantin de bois, est vivant et le nargue. Il tente alors de changer de marionnette, mais son intarissable complice se révèle plus coriace que prévu : il se moque de lui, le harcèle, et le menace de prendre sa place. L'agent de Jerry le quitte, pensant qu'il est fou. Jerry se rend compte que sa marionnette est vraiment vivante et douée d'un pouvoir maléfique. Plus tard, Jerry relance sa carrière par un nouveau numéro. Mais il est devenu le pantin, tandis que la marionnette a réussi à prendre sa place.
- Liens externes :

### Épisode 34:Un passé infini
- Titre original : Young Man's Fancy
- Numéro : 99 (3-34)
- Scénariste : Richard Matheson
- Réalisateur : Buck Houghton
- Diffusion : 
  -  États-Unis : 11 mai 1962 sur CBS
- Distribution : Phyllis Thaxter (Virginia), Alex Nicol (Alex), Wallace Roney (M. Wilkinson), Helen Brown (la mère d'Alex), Ricky Kelman (Alex à 10 ans).
- Résumé : Alex et Virginia Walker viennent de se marier après des fiançailles qui ont duré des années. Virginia souhaite vendre la maison de la mère d'Alex, qui vient de décéder et qui était le seul obstacle à leur mariage. Tandis qu'arrive l'agent immobilier, Alex refuse de vendre, car il redécouvre toute une partie de son enfance à travers cette maison et les objets qu'elle contient. Des phénomènes étranges se produisent : l'électroménager moderne se remplace mystérieusement par des modèles anciens, la vieille radio en panne redémarre, les caramels que confectionnait la mère d'Alex surgissent dans les assiettes. Virginia comprend que le passé est en train de revenir dans la maison, et qu'Alex, nostalgique de son enfance, est en train de lui échapper. Elle affronte le fantôme de la mère qui lui déclare qu'il est trop tard : Alex est redevenu un petit garçon qui ne quittera jamais sa mère, et qui chasse son épouse. Ayant perdu la bataille, Virginia s'enfuit de la maison.
- Liens externes :

### Épisode 35:La Fée électrique
- Titre original : I Sing the Body Electric
- Numéro : 100 (3-35)
- Scénariste : Ray Bradbury
- Réalisateur : James Sheldon & William F. Claxton
- Diffusion : 
  -  États-Unis : 18 mai 1962 sur CBS
- Distribution : Josephine Hutchinson (« grand-mère », la gouvernante robot), David White (le père veuf), Vaughn Taylor(vendeur), Doris Packer (Nedra), Veronica Cartwright (Anne à 11ans), Charles Herbert (Tom à 12 ans).
- Résumé : Un homme veuf depuis peu ne parvient pas à trouver une bonne gouvernante pour ses enfants. Ayant lu une publicité dans un magazine, il les emmène choisir une nourrice robot. Les deux plus jeunes enfants sont ravis, mais la plus âgée, Ann, ne veut pas de ce robot qui prendrait la place de sa mère. Il va falloir du temps pour que la femme-robot apprivoise les trois enfants. Finalement Ann lâche ses réticences : sa peur était d'être abandonnée de nouveau, comme elle pense l'avoir été par sa mère. Les enfants grandissent et deviennent de jeunes adultes ; ils partent à l'université et n'ont plus besoin de leur nourrice qui repart à l'usine, pour être attribuée à une autre famille.
- Liens externes :

### Épisode 36:L'Ange gardien
- Titre original : Cavender Is Coming
- Numéro : 101 (3-36)
- Scénariste : Rod Serling
- Réalisateur : Christian Nyby
- Diffusion : 
  -  États-Unis : 25 mai 1962 sur CBS
- Distribution : Carol Burnett (Agnes Grep), Jesse White (Harmon Cavender), Howard Smith (Polk), John Fiedler (Field Rep), Sandra Gould (femme), Donna Douglas (femme).
- Résumé : Cavender, un ange gardien qui a échoué dans presque toutes ses missions afin d'obtenir ses ailes, se voit offrir une dernière chance : aider une jeune femme pauvre, Agnès Grep, à être heureuse. Celle-ci est une jeune femme gentille et simple, mais très maladroite, ce qui lui vaut de rater tout ce qu'elle entreprend. Cavender fait le maximum pour qu'Agnès ait une vie mondaine et riche. Mais cette nouvelle vie n'est pas ce dont elle rêve et elle se languit de son train de vie modeste précédent. L'ange accepte de lui rendre son ancienne vie, qu'elle retrouve avec joie, se rendant compte que c'est là qu'est le bonheur, avec ses amis et voisins aussi simples qu'elle. Le chef des anges accueille Cavender de retour au ciel. Il considère d'abord la mission comme un échec complet, puis constate qu'Agnes est très heureuse et donc que Cavender a réussi. Il décide de lui confier des responsabilités angéliques plus importantes.
- Liens externes :

### Épisode 37:La Relève de la garde
- Titre original : The Changing of the Guard
- Numéro : 102 (3-37)
- Scénariste : Rod Serling
- Réalisateur : Robert Ellis Miller
- Diffusion : 
  -  États-Unis : 1er juin 1962 sur CBS
- Distribution : Donald Pleasence (professeur Ellis Fowler), Liam Sullivan (directeur), Darryl Richard (Thompson).
- Résumé : Ellis Fowler est un professeur de littérature enseignant depuis près de cinquante ans dans une école de jeunes garçons. Très respecté de tous, le directeur lui apprend qu'il doit prendre sa retraite. Déprimé, il songe à se suicider parce qu'il pense que sa vie n'a servi à rien. Soudain, la cloche de l'école sonne, alors que l'établissement est désert. Intrigué, il se dirige vers l'école et entre dans sa classe vide. Alors apparaissent sept de ses anciens élèves décédés qui lui expliquent tour à tour comment le professeur leur a enseigné la poésie, le patriotisme, le courage, l'honnêteté, le sacrifice de soi. Chacun est mort en portant quelque chose de l'enseignement prodigué. Les fantômes disparaissent et le professeur rentre chez lui heureux, convaincu que sa vie de labeur n'a pas été inutile. Il est désormais prêt à prendre sereinement sa retraite.
- Liens externes :